# شياو تشي
شياو تشي (بالصينية: 肖智) هو لاعب كرة قدم صيني في مركز الهجوم، ولد في 28 مايو 1985 في لويانغ في الصين. شارك مع منتخب الصين لكرة القدم. أما مع النوادي، فقد لعب مع نادي غوانغجو آر أند إف ونادي هينان جيانيي.

## وصلات خارجية
- شياو تشي على موقع قاعدة بيانات كرة القدم.إي يو (الإنجليزية)
- شياو تشي على موقع ناشيونال فوتبول تيمز (الإنجليزية)
- شياو تشي على موقع Soccerway.com (الإنجليزية)